# Ostichthys trachypoma
Ostichthys trachypoma är en fiskart som först beskrevs av Günther, 1859.  Ostichthys trachypoma ingår i släktet Ostichthys och familjen Holocentridae. Inga underarter finns listade i Catalogue of Life.